# Títulos do Clube de Regatas do Flamengo no futebol

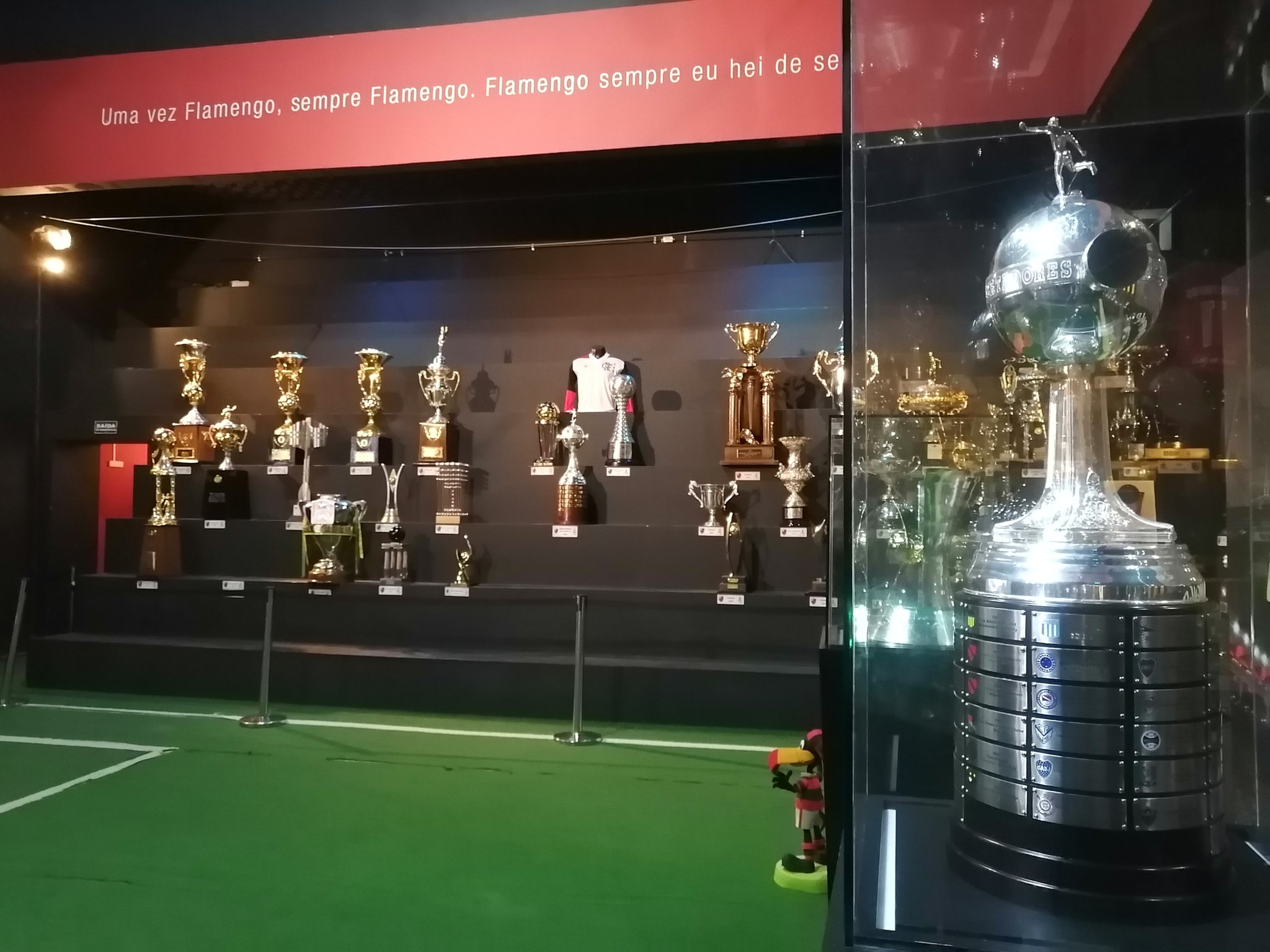
Sala de Troféus do Flamengo

Esta é uma relação de todos os títulos do Clube de Regatas do Flamengo no futebol.
Entre outros feitos, o Flamengo foi eleito o nono maior clube de futebol do Século XX, em levantamento realizado pela Federação Internacional de Futebol (FIFA). Uma outra conquista honorária/honorífica que se destaca é a Taça Salutaris, de 1927, que visava premiar "o clube mais querido do Brasil". Foi assim que o clube passou a utilizar esta alcunha.
O clube é, desde 2017, o líder nacional do Ranking Folha, que dá uma pontuação para títulos e vice-campeonatos conquistados pelas equipes, ocupando, atualmente, a segunda posição entre os clube brasileiro com mais conquistas no somatório de títulos oficiais de abrangência nacionais e internacionais (ou seja, sem contar títulos regionais e não oficiais. Caso se contabilize a Copa União, o clube fica empatado com o Palmeiras na primeira posição) com 14 conquistas, a terceira posição (empatado com o Internacional e com o Cruzeiro) entre os clubes brasileiros no somatório de títulos oficiais de abrangência internacional, com sete conquistas, e em termos estaduais, é o único com mais de duas conquistas no maior torneio interclubes da América do Sul e o clube do Estado do Rio de Janeiro com o maior número de títulos oficiais no futebol, considerando títulos de todas as abrangências (internacional, nacional e regional/estadual). É também, segundo um levantamento feito pela ESPN Brasil, o primeiro (e por enquanto único) clube do Brasil a ter conquistado todos os títulos possíveis nacionais e internacionais, a saber: Campeonato, Copa e Supercopa nacionais, além dos dois principais torneios continentais, a Supercopa continental e o Torneio intercontinental.
O primeiro título no futebol conquistado pelo clube foi o Campeonato Carioca de Futebol de Segundos Quadros de 1912. Desde então, é o único dos chamados grandes clubes brasileiros (quer seja, que tenha conquistado pelo menos um título nacional) que sempre conquistou pelo menos um título relevante em todas as décadas. Assim sendo, em relação as suas maiores glórias no futebol, destacam-se as conquistas da Copa Intercontinental (único time carioca a ter conquistado um título de dimensão mundial reconhecido pela FIFA) e das Copas Libertadores da América de 1981 , 2019 e 2022 (único time carioca a ter conquistado por três vezes a competição), além de uma Copa Mercosul (1999), uma Copa de Ouro Nicolás Leoz (1996) e uma Recopa Sul-Americana (2020), o que lhe confere a quinta posição no ranking com o somatório de títulos internacionais de clubes brasileiros.
No Brasil, o Flamengo é, por decisão judicial, e em seguida, pela Confederação Brasileira de Futebol (CBF), oficialmente detentor de sete títulos do Campeonato Brasileiro (1980, 1982, 1983, 1992, 2009, 2019 e 2020) — o clube ainda reivindica o reconhecimento da conquista da Copa União, de 1987, como título brasileiro (torneio idealizado pelo Clube dos 13 para ser o Campeonato Brasileiro de 1987, mas que de acordo com os regulamentos da CBF à época tratou-se apenas do Módulo Verde do Campeonato Brasileiro de 1987. Porém, em 24 de novembro de 2019, quando o Flamengo ganhou o Campeonato Brasileiro daquele ano, a entidade pôs, em seu site oficial, o título da Copa União na lista de conquistas do clube carioca, mas diferenciando os títulos em "Brasileiro" e "Copa União". No dia seguinte, a CBF informou que acata a decisão do Supremo Tribunal Federal (STF) de que o Sport é o único campeão brasileiro de 1987 e, por isso, considera oficialmente o Flamengo como hexacampeão brasileiro — e não hepta. Mas, em uma nota enviada a imprensa, a entidade informou que, "a título de opinião, sob o ponto de vista esportivo, o Flamengo é merecedor da designação de heptacampeão brasileiro".) —, cinco títulos da Copa do Brasil e uma Copa dos Campeões. Estas catorze conquistas nacionais dão ao clube o segundo lugar no ranking de títulos nacionais. Além disso, considerando década o período entre o ano 0 e o ano 9 (como em 2000 a 2009), o rubro-negro carioca é o único clube a ser campeão brasileiro em cinco décadas diferentes da competição (o Flamengo foi campeão em 1980, 1990, 2000, 2010 e 2020). Caso a década seja considerada o período entre o ano 1 e o ano 0 (como em 1971 a 1980), somente Flamengo e o Palmeiras conquistaram títulos em cinco décadas diferentes (o Flamengo foi campeão nas décadas de 1970, 1980, 1990, 2000 e 2010), mas somente o Flamengo em cinco décadas consecutivas. De qualquer forma, considerando uma ou outra contagem de década, o Flamengo é o maior vencedor do Brasileirão na década de 1980.
Com relação a títulos regionais e estaduais, o clube conquistou um Torneio Rio-São Paulo e 38 títulos do Campeonato Carioca, sendo o maior vencedor da competição estadual, com a incrível marca de seis tricampeonatos. Apesar de, o jornal Diário da Noite (órgão dos Diários Associados), de 7 de abril de 1959, e de os clubes disputantes do Torneio Rio-São Paulo de 1940 consideraram o resultado deste certame como definitivo e declararem Fluminense e Flamengo como campeões, a Confederação Brasileira de Desportos (CBD, precursora da atual CBF) considera este torneio como inacabado, e, portanto, sem vencedor.
No triênio 2019–2020–2021, o Flamengo conquistou nove títulos, igualando o feito do São Paulo, que no triênio 1991–1992–1993 também conquistou nove títulos (se considerarmos apenas um período de três anos consecutivos, estas são as maiores hegemonias do futebol brasileiro).
Além disso, o Flamengo é um dos três clubes do país, ao lado de São Paulo e Mirassol que nunca foram rebaixados para a segunda divisão do campeonato nacional. É, ao lado do Santos e Botafogo, os dois únicos clubes a terem conquistado a Copa Libertadores e o Campeonato Brasileiro numa mesma temporada (temporada de 2019). Por fim, é ainda, ao lado do Atlético Mineiro, Santa Cruz, Arsenal (Inglaterra) e Dublin (Uruguai), um dos cinco únicos clubes do mundo que já venceram a Seleção Brasileira de Futebol. Detém, junto ao Botafogo, a maior sequência invicta do futebol brasileiro com 52 partidas, em 1979.

## Honrarias e feitos relevantes
- 9.º maior clube do Século XX da FIFA
- Time brasileiro com mais títulos no Século XXI: 23 títulos[25]
- Líder nacional do Ranking Folha, desde 2017
- Vice-líder do ranking "Maiores Campeões do Futebol Brasileiro" elaborado pelo site Campeões do futebol (dados atualizados em 2021)
- Um dos sete clubes que sagrou-se campeão de uma edição da Libertadores de forma invicta, tendo o melhor aproveitamento (94%) entre aqueles que foram campeões participando de todas as fases a competição[26]
- Terceiro clube brasileiro no somatório de títulos oficiais de abrangência internacional;
- Segundo clube brasileiro no somatório de títulos oficiais de abrangência nacional, sendo o maior campeão dos torneios entre campeões realizados pela CBF (com dois títulos da Supercopa do Brasil, a qual é o time mais vezes campeão e participante, e um da Copa dos Campeões);
- Primeiro clube do Brasil ter conquistado todos os títulos nacionais e internacionais possíveis, a saber: nacionais (Campeonato Brasileiro, Copa do Brasil, Supercopa do Brasil; campeonato, copa e supercopa), continentais (Copa Libertadores da América, Copa Mercosul e Recopa Sul-Americana; copa principal, copa secundária, recopa), e ainda um torneio mundial (Copa Intercontinental).[5] No Mundo, apenas 14 clubes lograram esse feito, sendo apenas 4 da América do Sul.[5]
- Maior número de conquistas do Campeonato Brasileiro considerando a partir de 1971 (quando este nome foi adotado[27]), com 7 títulos[28] (empatado com o Corinthians Paulista); contando a Copa União, já listada pela CBF em meio aos títulos nacionais de 1983 e 1992,[29] é o maior campeão isoladamente. Também é o time com mais jogos na disputa: 1443 (1971 a 2021);[30]
- Maior número de conquistas do Campeonato Brasileiro na década de 1980;
- Um dos cinco únicos clubes do mundo que já venceram a Seleção Brasileira de Futebol[23];
- O único dos chamados grandes clubes brasileiros (quer seja, que tenha conquistado pelo menos um título nacional) que, desde a década de 1910, sempre conquistou pelo menos um título relevante em todas as décadas;[7]
- Clube que cedeu jogadores para a Seleção Brasileira de Futebol em mais edições de Copa do Mundo: 18 (ausentando-se somente em 1962, 2006, 2014 e 2018); Além disso, de acordo com um levantamento feito pelo GloboEsporte.com que abrangeu até a Copa de 2018, o Flamengo aparece na 2ª posição entre os clubes que mais cederam atletas titulares para o Brasil em Copas do Mundo. Seus atletas somaram um total de 88 partidas desde o pontapé inicial.[31]
- Com dados até 2010, o Flamengo era o time com maior número de atletas cedidos à Seleção Brasileira (incluindo jogos oficiais e não-oficiais) desde o primeiro jogo da equipe, em 1914.[32] Em 2017, o jornal Lance! fez um levantamento similar, mas que contabilizou apenas jogos oficiais, e confirmou novamente a liderança ao Flamengo.[33]
- Um dos três clubes do país que jamais foram rebaixados para a segunda divisão do campeonato nacional;
- Único clube do país a ter disputado todas as edições do Campeonato Brasileiro desde 1969;
- Maior hegemonia no futebol nacional,[34] considerando número de títulos conquistados dentro de um período de 3 anos: No triênio 2019-2020-2021, o Flamengo conquistou 9 títulos, igualando o feito do São Paulo, que no triênio 1991-1992-1993 também logrou nove títulos;[21]
- Clube do Estado do Rio de Janeiro com o maior número de títulos oficiais no futebol, considerando títulos de todas as abrangências (internacional, nacional e regional/estadual);
- Clube carioca com mais rodadas no G4 do Brasileirão na Era dos Pontos Corridos (2003 a 2020): 181 rodadas;[35]
- Maior campeão do Campeonato Carioca (disputado desde 1906), com 37 títulos, liderança que conquistou em 2009, em seu 31º título.
- Maior sequência invicta do futebol brasileiro com 52 partidas (empatado com o Botafogo)[24];
- Considerando década começando no ano 0 e terminando em ano 9 (como em 1980 a 1989), o Flamengo é o único clube a ser campeão do campeonato brasileiro em cinco décadas diferentes (o Flamengo foi campeão nos anos 1980, 1990, 2000, 2010 e 2020);
- Considerando década começando no ano 1 e terminando em ano 0 (como em 1971 a 1980), o Flamengo é, juntamente ao Palmeiras, um dos dois únicos clubes a serem campeões em cinco décadas diferentes do Brasileirão, mas somente o Flamengo em 5 décadas consecutivas (o Flamengo foi campeão nas décadas de 1970, 1980, 1990, 2000 e 2010);[36]
- Segundo time (sucedendo o Santos, 1962 e 1963) a ter conquistado a Copa Libertadores e o Campeonato Brasileiro numa mesma temporada (feito este alcançado pelo Flamengo em 2019);[37]
- Primeiro time a vencer ao menos uma edição de todas as competições nacionais organizadas desde 2000: Copa dos Campeões, Copa do Brasil, Brasileirão e Supercopa do Brasil;
- Segundo um levantamento feito pela ESPN Brasil em 2022, que considerou apenas os 11 clubes de maior torcida do Brasil, o Flamengo já venceu ao menos 1 final que disputou contra 10 desses clubes (Vasco - 9 vezes; Fluminense - 5 vezes; Botafogo - 4 vezes; Palmeiras - 2 vezes; Atlético-MG - 1 vez; Grêmio - 1 vez; Santos - 1 vez; Internacional - 1 vez; São Paulo - 1 vez; Corinthians - 1 vez). O único dos 11 clubes de maior torcida do Brasil que nunca perdeu uma decisão para o rubro-negro é o Cruzeiro.[38]

## Títulos nofutebol

### Honoríficos

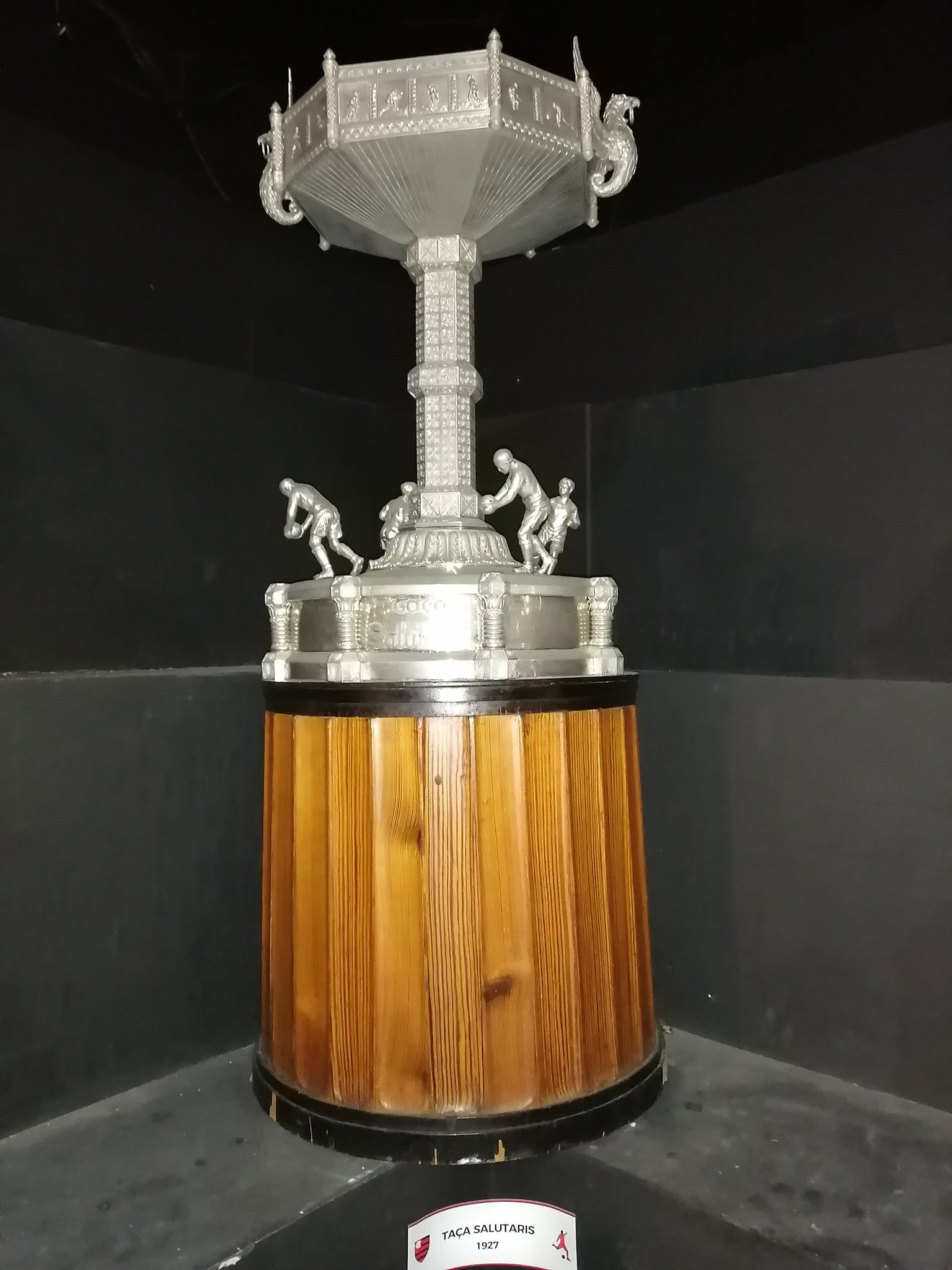
Taça Salutaris que rendeu ao clube a alcunha de "O Mais Querido do Brasil"

| HONORÍFICOS | HONORÍFICOS                       | HONORÍFICOS | HONORÍFICOS  |
|             | Conquista                         | Títulos     | Temporada(s) |
| ----------- | --------------------------------- | ----------- | ------------ |
|             | Taça Salutaris                    | 1           | 1927         |
|             | Campeão do IV Centenário          | 1           | 1965         |
|             | Quádrupla coroa                   | 1           | 2020         |
|             | Tríplice coroa                    | 2           | 1981 e 2019  |
|             | 9.º maior clube do século da FIFA | 1           | 2000         |
|             | Troféu Fair Play                  | 1           | 2016         |

### Títulos principais

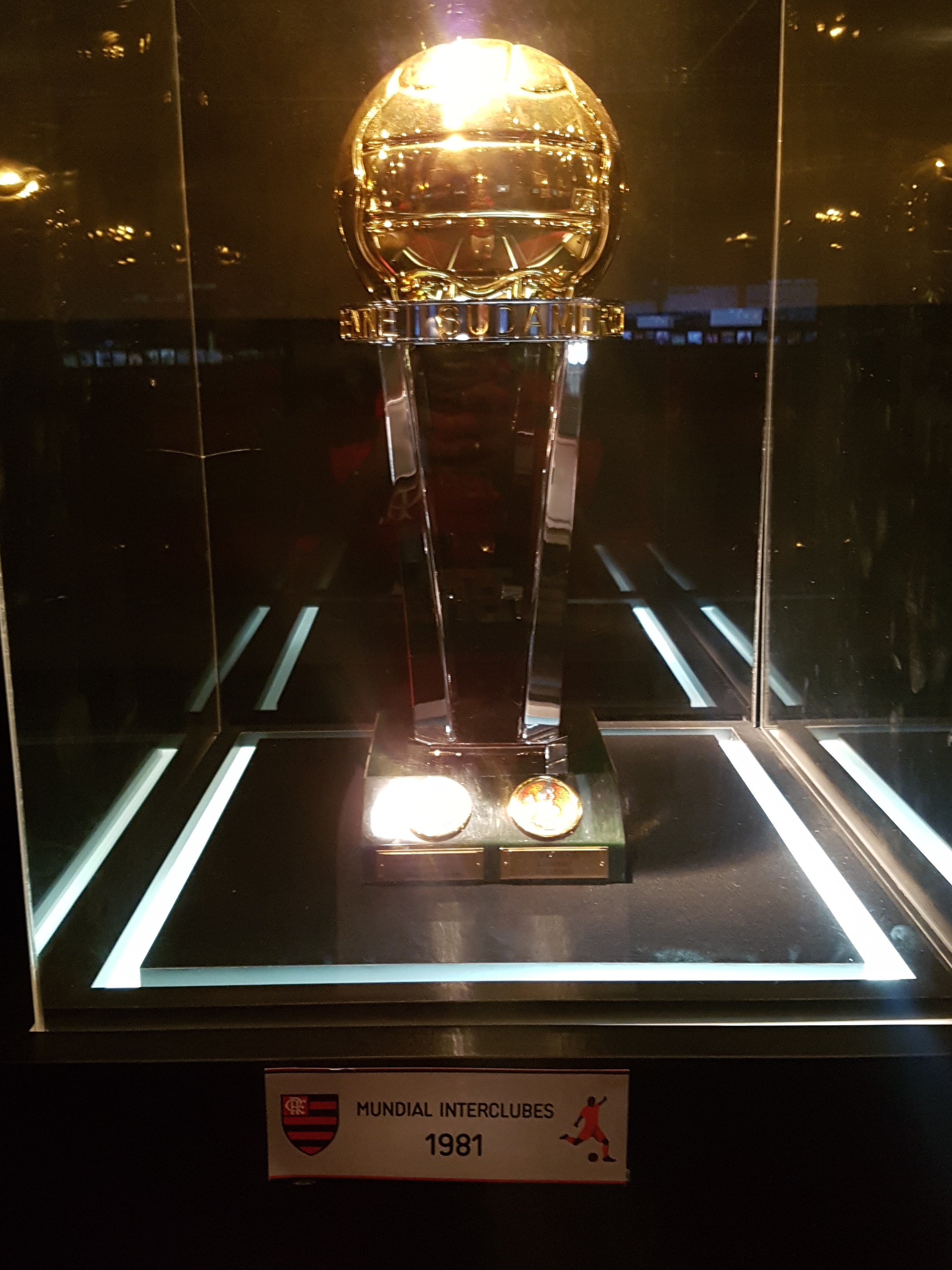
Copa Intercontinental de 1981, o maior título do Flamengo no futebol.

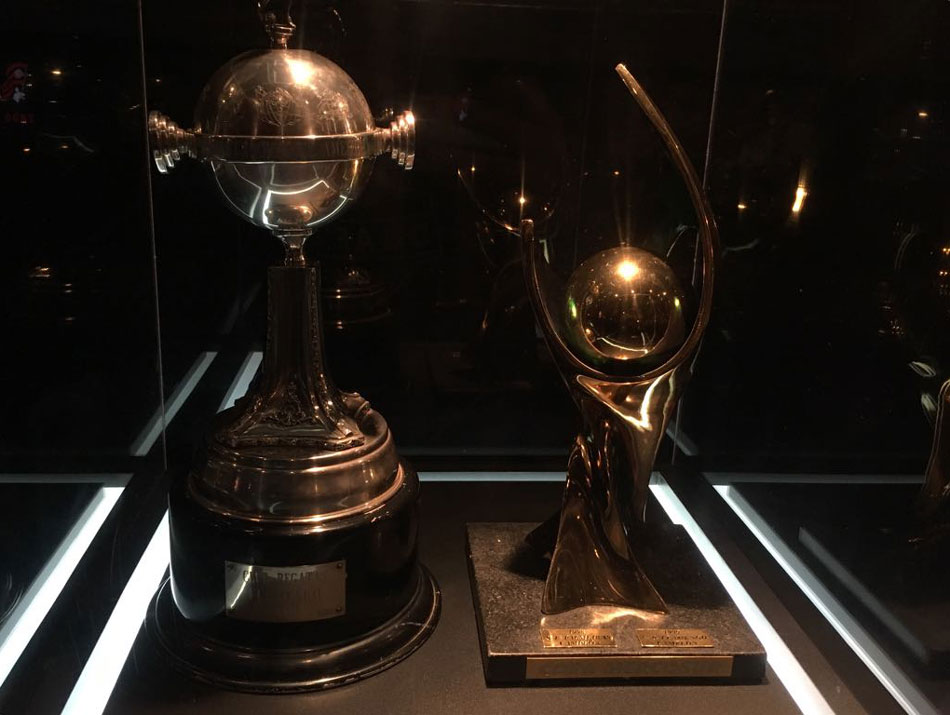
Troféus da Copa Libertadores de 1981 e da Copa Mercosul de 1999.

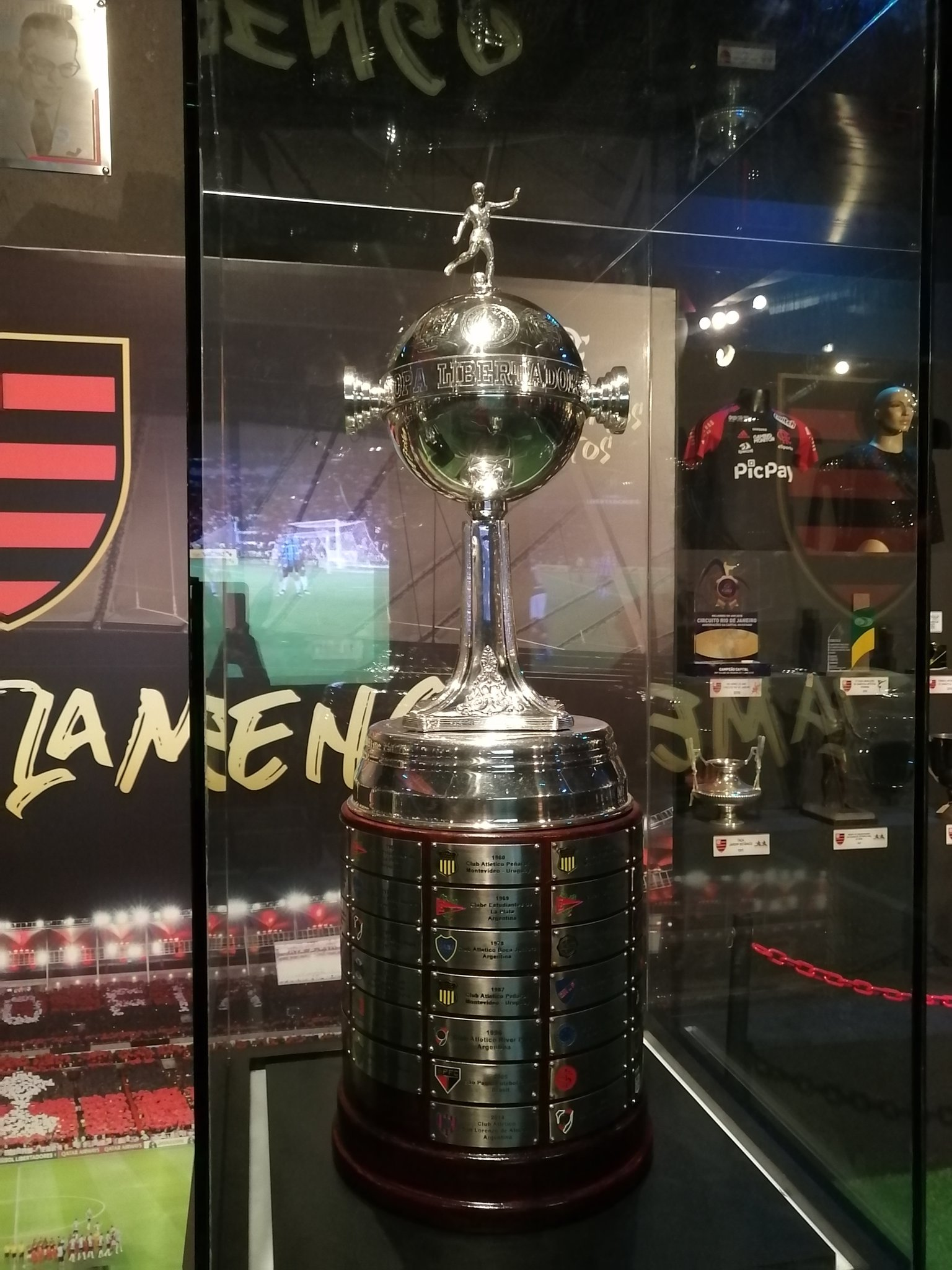
Troféu da Copa Libertadores de 2019.

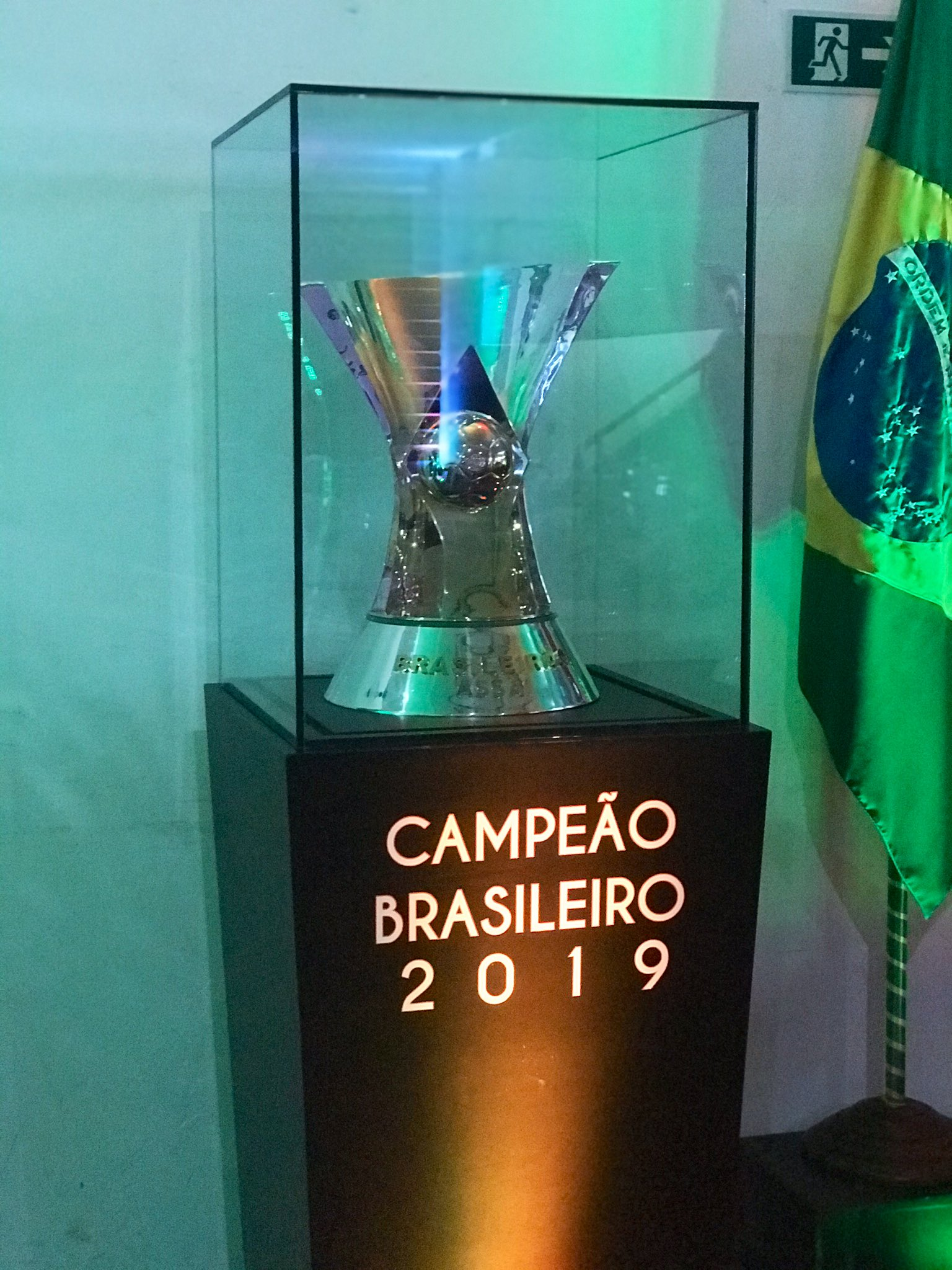
Troféu do Campeonato Brasileiro de 2019.

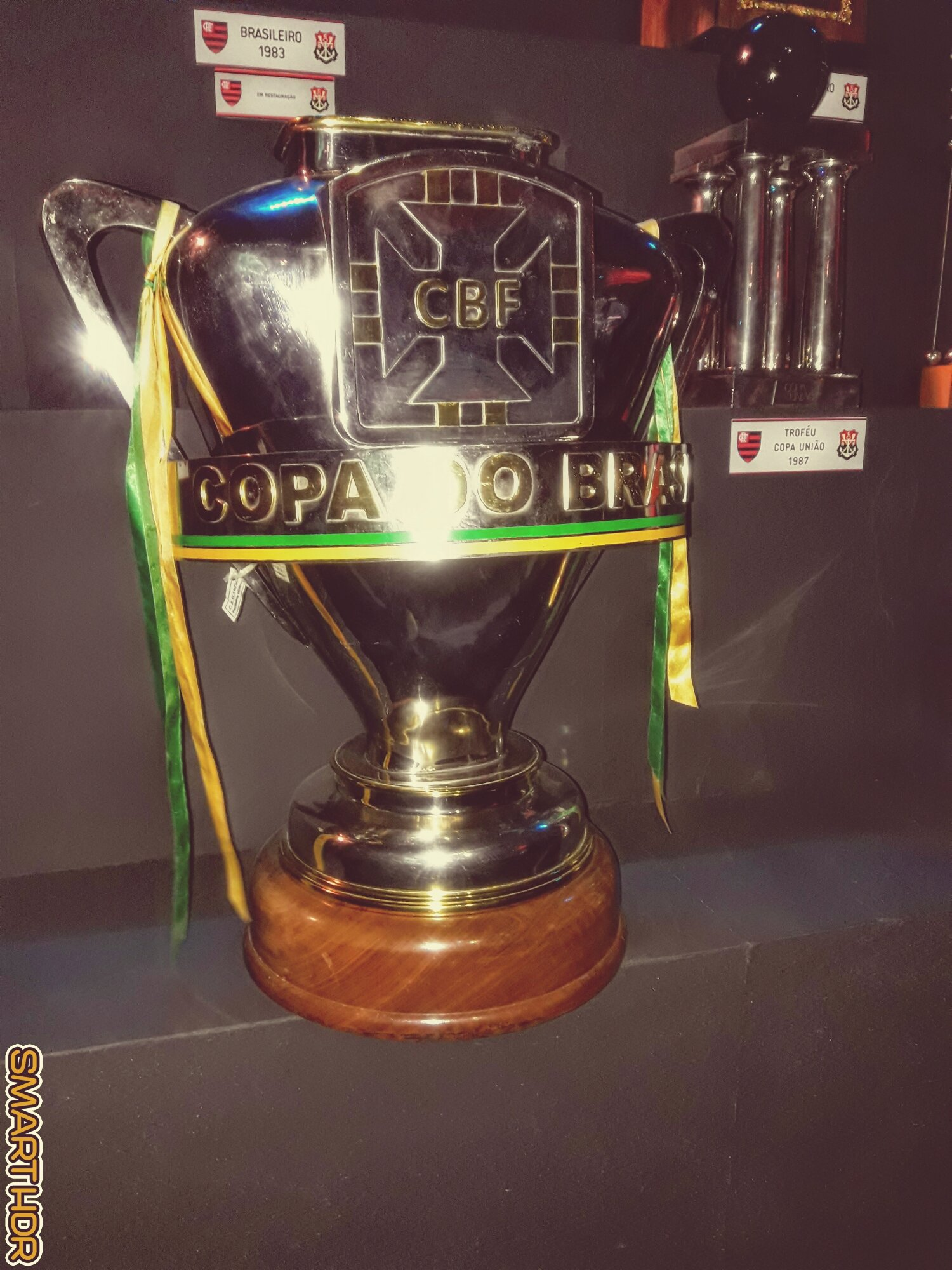
Troféu da Copa do Brasil de 2013.

Campeão invicto
| MUNDIAIS       | MUNDIAIS                                | MUNDIAIS | MUNDIAIS |
|                | Competição                              | Títulos  | Temporadas |
| -------------- | --------------------------------------- | -------- | --- |
|                | Copa Intercontinental                   | 1        | 1981 |
| CONTINENTAIS   |                                         |          | |
|                | Competição                              | Títulos  | Temporadas |
|                | Copa Libertadores da América            | 3        | 1981, 2019 e 2022 |
|                | Copa Mercosul                           | 1        | 1999 |
|                | Recopa Sul-Americana                    | 1        | 2020 |
|                | Copa de Ouro Nicolás Leoz               | 1        | 1996 |
| NACIONAIS      |                                         |          | |
|                | Competição                              | Títulos  | Temporadas |
|                | Campeonato Brasileiro                   | 7        | 1980, 1982, 1983, 1992, 2009, 2019 e 2020 |
|                | Copa do Brasil                          | 5        | 1990, 2006, 2013, 2022 e 2024 |
|                | Supercopa Rei                           | 3        | 2020, 2021 e 2025 |
|                | Copa dos Campeões                       | 1        | 2001 |
| INTERESTADUAIS |                                         |          | |
|                | Competição                              | Títulos  | Temporadas |
|                | Torneio Rio–São Paulo                   | 1        | 1961 |
| ESTADUAIS      |                                         |          | |
|                | Competição                              | Títulos  | Temporadas |
|                | Campeonato Carioca                      | 39       | 1914, 1915, 1920, 1921, 1925, 1927, 1939, 1942, 1943, 1944, 1953, 1954, 1955, 1963, 1965, 1972, 1974, 1978, 1979, 1979 (especial), 1981, 1986, 1991, 1996, 1999, 2000, 2001, 2004, 2007, 2008, 2009, 2011, 2014, 2017, 2019, 2020, 2021, 2024 e 2025 |
| Rio de Janeiro | Copa Rio                                | 1        | 1991 |
| Rio de Janeiro | Taça Guanabara (torneio independente)   | 2        | 1970 e 1980★ |
|                | Torneio Aberto do Rio de Janeiro (1)    | 1        | 1936★ |
|                | Torneio Relâmpago do Rio de Janeiro (1) | 1        | 1943 |
|                | Torneio Extra (1)                       | 1        | 1934 |
| Rio de Janeiro | Torneio Início                          | 6        | 1920, 1922, 1946, 1951, 1952 e 1959 |
| TOTAL          |                                         |          | |
|                | Conquistas                              | Total    | Por categoria |
|                | Títulos oficiais                        | 74       | 7 internacionais (1 mundial e 6 continentais), 16 nacionais, 1 interestadual e 51 estaduais |

### Outros torneios oficiais
| TURNOS DO ESTADUAL | TURNOS DO ESTADUAL                       | TURNOS DO ESTADUAL | TURNOS DO ESTADUAL |
|                    | Competição                               | Títulos            | Temporadas |
| ------------------ | ---------------------------------------- | ------------------ | --- |
| Rio de Janeiro     | Taça Guanabara                           | 23                 | 1972, 1973, 1978, 1979, 1981, 1982, 1984, 1988, 1989, 1995, 1996, 1999, 2001, 2004, 2007, 2008, 2011, 2014, 2018, 2020, 2021, 2024 e 2025 |
| Rio de Janeiro     | Taça Rio                                 | 9                  | 1983, 1985, 1986, 1991, 1996, 2000, 2009, 2011, 2019                                                                                      |
| Rio de Janeiro     | Torneio Super Clássicos                  | 3                  | 2013★, 2014 e 2015 |
| Rio de Janeiro     | Turnos disputados com outros nomes       | 7                  | 1974, 1978★, 1979, 1979 (especial)★, 1979 (especial)★, 1981★, 1987★                                                                       |
| Total              | Total                                    | 42                 | |
| MUNICIPAIS         |                                          |                    | |
|                    | Competição                               | Títulos            | Temporadas |
| Rio de Janeiro     | Campeonato da Capital (fase da Copa Rio) | 2                  | 1991 e 1993★ |
| Total              | Total                                    | 2                  | |

(1) O Rio de Janeiro, na época, possuía status de Distrito Federal, equivalente ao de estado.
- Nota 1 ^  - Depois de diversos anos de brigas judiciais sobre quem era de fato o campeão daquela edição do Campeonato Brasileiro, o Supremo Tribunal Federal (STF) em ação transitada em julgado, em março de 2018, definiu o Sport como legítimo campeão de 1987.[49] Porém, a CBF, pelo menos a partir de 2011, defende a divisão do título, quando em uma resolução publicada pelo então presidente, Ricardo Teixeira que disse: "foi passado a limpo o futebol brasileiro" e que "queria homenagear todos os jogadores da campanha de 87 e o técnico Carlinhos. Vocês são agora os legítimos campeões de 87, e o Flamengo tem de direito seis títulos (na época) de campeão brasileiro."[50][51] Resolução esta que foi revogada meses depois pela própria CBF, que acatou a decisão da 10ª Vara da Justiça Federal de Primeira Instância da Seção Judiciária de Pernambuco que considerou ilegal a divisão do título.[52][53][54] Em 2015, novamente dividiu o titulo em seu guia oficial, antes em 2012, alegou "erro no material enviado à gráfica".[55] Porém, cabe observar que o reconhecimento de títulos pela CBF vem através de Resoluções de Presidência da mesma,[56][57][58] não através do Guia do Campeonato Brasileiro. O referido Guia traz, inclusive, uma seção de bibliografia, em que constam fontes externas (diversos portais da web), que não são documentos oficiais da CBF.[59] Em 2019, após a conquista do Campeonato Brasileiro pelo Flamengo, a CBF em nota publicada a imprensa disse que acatava a decisão do STF e reconhecia oficialmente o Sport como único campeão brasileiro de 1987, mas "sob o ponto de vista esportivo, o Flamengo é merecedor da designação de heptacampeão brasileiro" (reconhecendo assim, de forma não oficial, o título de 1987 do Flamengo). Tal publicação foi apenas "a título de opinião", não sendo uma resolução oficial de reconhecimento, segundo a entidade, que mostrava assim que não concordava com a decisão judicial de definir o Sport como único campeão daquela edição.[14][15][16][17] Noticiando a conquista do Campeonato Brasileiro de 2019 pelo clube carioca em seu site oficial, a CBF incluiu "1987 (Copa União)" entre os títulos de 1983 e 1992.[60]
- Nota 2 ^  - A Confederação Brasileira de Desportos (CBD, precursora da atual CBF) deu o Torneio Rio São Paulo de 1940 como inacabado (a iniciativa de abandonar o torneio foi dos clubes paulistas), sem nenhum clube ter se sagrado campeão, conforme publicado pelos jornais Jornal do Brasil (RJ), O Estado de S. Paulo[61] e Folha de S.Paulo (SP),[62] e pelos Boletins da CBD. Porém, o jornal Diário da Noite (órgão dos Diários Associados)", de 7 de abril de 1959, diz: "Em 1940 houve charivari". "Somente anos mais tarde voltou a ser disputado o certame interestadual. Em 1940, com novos organizadores, porém com dois turnos, o Rio-São Paulo não chegou ao seu término por causa dos conflitos havidos entre cariocas e paulistas, quando do início do returno. Os resultados até ali foram considerados como definitivos e o Fluminense e o Flamengo, que ocupavam o primeiro e o segundo pôsto foram apontados como campeões, sem se importarem com a realização de um "match" de caráter desempate". Além disso, conforme constam nos livros "Almanaque do Flamengo" (Editora Abril, 2001), e "Fluminense Football Club, História, Conquistas e Glórias no Futebol" (Editora MAUAD, 2003), os clubes disputantes consideraram o resultado como definitivo e declararam Fluminense e Flamengo campeões. Até janeiro de 2013, a lista de títulos do site oficial do Flamengo não listava o Torneio Rio–São Paulo de 1940 entre suas conquistas (listava apenas a edição de 1961),[63] tendo passado a listá-lo posteriormente.[64] Até outubro de 2016, a lista de títulos do site oficial do Fluminense tampouco listava o torneio de 1940 entre suas conquistas,[65] tendo passado a listá-lo posteriormente.[66] Desde 2012 há um espaço reservado na sala de troféus do Fluminense dedicada a este torneio, que diz:  “Oficial ou não, o grande time do Fluminense de 1940 também recebe sua homenagem neste espaço.”[67]

### Outros torneios
Torneios Internacionais
O Flamengo conquistou 30 torneios internacionais com a sua equipe principal em quatro continentes, na América, África, Ásia e Europa com destaque para o Troféu Ramón de Carranza, a Copa Mohamed V, o Torneio Octogonal Sul-Americano, o Hexagonal do Peru, entre outros.
| Torneios internacionais                     | Torneios internacionais | Torneios internacionais |
| Competição                                  | País da disputa         | Edições                 |
| ------------------------------------------- | ----------------------- | ----------------------- |
| Torneio Internacional de Lima               | Peru                    | 1952                    |
| Torneio Juan Domingo Perón                  | Argentina               | 1953                    |
| Torneio Internacional do Rio de Janeiro     | Brasil                  | 1954, 1955, 1970 e 1972 |
| Torneio Internacional de Israel             | Israel                  | 1958                    |
| Torneio Hexagonal do Peru                   | Peru                    | 1959                    |
| Torneio Octogonal Sul-Americano             | Uruguai                 | 1961                    |
| Torneio Internacional da Tunísia            | Tunísia                 | 1962                    |
| Torneio Internacional da Colômbia           | Colômbia                | 1964                    |
| Troféu Naranja                              | Espanha                 | 1964 e 1986             |
| Copa Mohamed V                              | Marrocos                | 1968                    |
| Torneio Quadrangular Internacional de Goiás | Brasil                  | 1975                    |
| Troféu Cidade de Palma de Mallorca          | Espanha                 | 1978                    |
| Troféu Ramón de Carranza                    | Espanha                 | 1979 e 1980             |
| Troféu Cidade de Santander                  | Espanha                 | 1980                    |
| Copa Punta del Este                         | Uruguai                 | 1981                    |
| Torneio Internacional de Nápoles            | Itália                  | 1981                    |
| Torneio Air Gabon                           | Gabão                   | 1987                    |
| Torneio Internacional de Angola             | Angola                  | 1987                    |
| Troféu Colombino                            | Espanha                 | 1988                    |
| Copa Kirin                                  | Japão                   | 1988                    |
| Copa do Porto de Hamburgo                   | Alemanha                | 1989                    |
| Marlboro Cup                                | Estados Unidos          | 1990                    |
| Taça Libertad                               | Argentina               | 1993                    |
| Torneio Internacional de Kuala Lumpur       | Malásia                 | 1994                    |
| Flórida Cup                                 | Estados Unidos          | 2019                    |
| Total                                       | Total                   | 30                      |

Taças internacionais

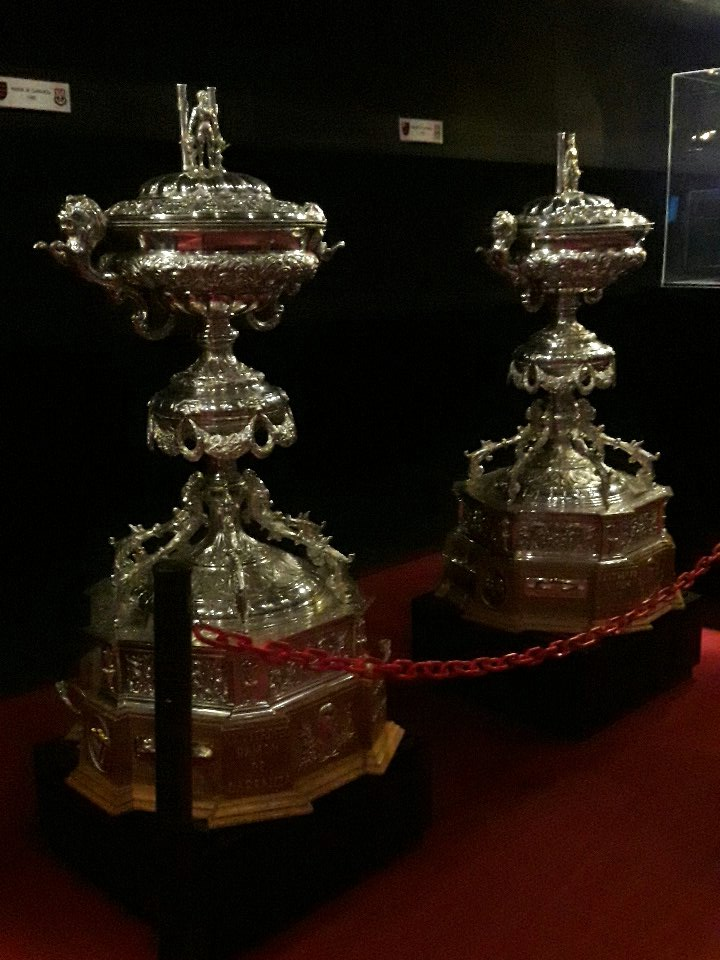
Taças do Troféu Ramón de Carranza de 1979 e 1980

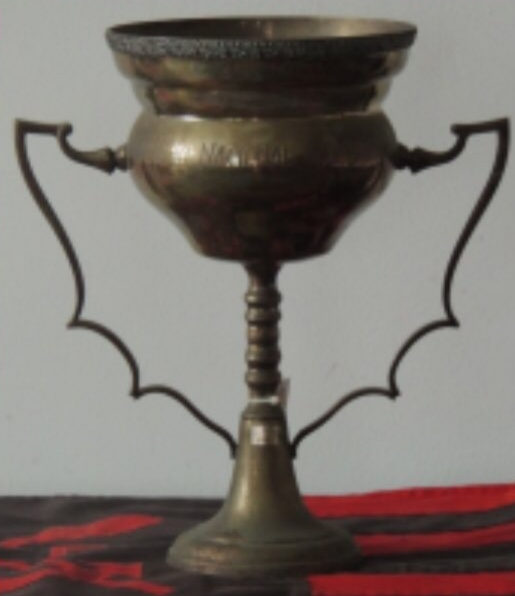
Troféu do Torneio Octogonal Sul-Americano de 1961

As 21 taças em disputa contra apenas um adversário, foram conquistadas na América, Ásia e Europa, em nove países diferentes, as duas primeiras em 1949.
| Taças internacionais                        | Taças internacionais | Taças internacionais        |
| Competição                                  | País da disputa      | Edições/Adversários         |
| ------------------------------------------- | -------------------- | --------------------------- |
| Troféu Embaixada da Guatemala               | Guatemala            | 1949 (Seleção da Guatemala) |
| Troféu Comitê Olímpico da Guatemala         | Guatemala            | 1949 (Seleção da Guatemala) |
| Copa Elfsborg                               | Suécia               | 1951 (IF Elfsborg)          |
| Troféu Francisco Roman                      | Brasil               | 1952 (Deportivo Cali)       |
| Troféu Cidade de Arequipa                   | Peru                 | 1952 (Seleção de Arequipa)  |
| Troféu Marechal Eurico Gaspar Dutra         | Brasil               | 1955 (Nacional)             |
| Troféu Dr. Alves de Morais                  | Portugal             | 1956 (Benfica)              |
| Troféu Allmänna Idrotts Klubben             | Brasil               | 1957 (AIK Fotboll)          |
| Troféu Ponto Frio Bonzão                    | Brasil               | 1957 (Honvéd)               |
| Troféu Sporting Club de Portugal            | Portugal             | 1958 (Sporting)             |
| Troféu Spartak Moscou                       | Rússia               | 1959 (Spartak Moscou)       |
| Troféu Restelo                              | Portugal             | 1968 (Belenenses)           |
| Taça José João Altafini Mazzola             | Brasil               | 1975 (Juventus)             |
| Troféu Perugia                              | Brasil               | 1980 (Perugia Calcio)       |
| Troféu Brasil-Argentina                     | Argentina            | 1982 (River Plate)          |
| Taça Confraternização Brasil-Paraguai       | Paraguai             | 1982 (Olimpia)              |
| Troféu Centenário do Linfield Football Club | Irlanda do Norte     | 1986 (Linfield)             |
| Canada Day Cup                              | Canadá               | 1989 (Toronto Blizzard)     |
| Copa Sharp                                  | Japão                | 1990 (Real Sociedad)        |
| Copa Pepsi                                  | Japão                | 1994 (Kashima Antlers)      |
| Taça Desafio 50 anos da Petrobrás           | Brasil               | 2003 (Racing)               |
| Total                                       | Total                | 21                          |

Torneios nacionais
O Flamengo conquistou 13 torneios nacionais em todas as regiões do Brasil, em nove estados diferentes, não considerando o fato dos troféus João Havelange, Osmar Santos e João Saldanha terem abrangência nacional.
| Torneios nacionais               | Torneios nacionais | Torneios nacionais |
| Competição                       | Estado da disputa  | Edições            |
| -------------------------------- | ------------------ | ------------------ |
| Torneio Triangular de Curitiba   | Paraná             | 1953               |
| Torneio Quadrangular de Vitória  | Espírito Santo     | 1965               |
| Torneio Gilberto Alves           | Goiás              | 1965               |
| Torneio do Povo                  | Rio de Janeiro     | 1972               |
| Torneio da Uva                   | São Paulo          | 1975               |
| Torneio Elmo Serejo              | Distrito Federal   | 1976               |
| Troféu Copa União[Nota1]         | Brasil             | 1987               |
| Torneio Quadrangular de Varginha | Minas Gerais       | 1990               |
| Copa dos Campeões Mundiais       | Pernambuco         | 1997               |
| Copa Rede Bandeirantes           | Distrito Federal   | 1997               |
| Torneio Super Series             | Amazonas           | 2015               |
| Troféu Osmar Santos              | Brasil             | 2019               |
| Troféu João Saldanha             | Brasil             | 2019 e 2020        |
| Total                            | Total              | 13                 |

Taças nacionais

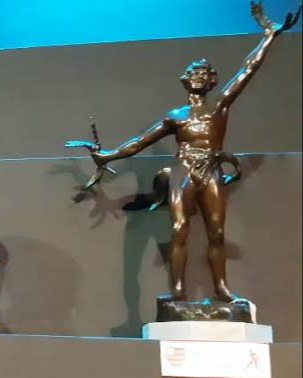
Troféu do Torneio do Povo de 1972

As 55 taças nacionais contra apenas um adversário, foram conquistadas em todas as regiões do Brasil, em pelo menos quatorze estados diferentes.
| Taças nacionais                                          | Taças nacionais   | Taças nacionais                 |
| Competição                                               | Estado da disputa | Edições/Adversários             |
| -------------------------------------------------------- | ----------------- | ------------------------------- |
| Taça Desafio Flamengo × Internacional-PR                 | Paraná            | 1914 (International-PR)         |
| Taça Jornal Folha do Norte                               | Pará              | 1915 (Seleção de Belém)         |
| Troféu Artísitico                                        | Pará              | 1916 (Paysandu)                 |
| Taça Clube do Remo                                       | Pará              | 1916 (Remo)                     |
| Taça Bancada Paraense no Congresso Nacional              | Pará              | 1916 (Seleção Paraense)         |
| Taça Sport Club Juiz de Fora                             | Minas Gerais      | 1917 (Juiz de Fora)             |
| Taça Elias                                               | São Paulo         | 1922 (A.A.Caçapavense)          |
| Troféu Torre Sport Club                                  | Pernambuco        | 1925 (Torre)                    |
| Troféu Agência Hudson                                    | Pernambuco        | 1925 (Sport)                    |
| Troféu Jornal do Commercio                               | Pernambuco        | 1925 (Santa Cruz)               |
| Troféu Sérgio de Loreto                                  | Pernambuco        | 1925 (Seleção Pernambucana)     |
| Troféu Muquiense F.C                                     | Espírito Santo    | 1926 (Comercial-ES)             |
| Troféu Associação Paranaense de Desportos                | Paraná            | 1927 (Seleção Paranaense)       |
| Taça Doutor Affonso de Camargo                           | Paraná            | 1927 (Atlético Paranaense)      |
| Troféu Prefeito Christiano Machado                       | Minas Gerais      | 1929 (Atlético Mineiro)         |
| Taça Companhia Aliança da Bahia                          | Bahia             | 1932 (Ypiranga)                 |
| Troféu Interventor Federal da Bahia                      | Bahia             | 1932 (Seleção Baiana)           |
| Taça João Vianna Seilir                                  | Paraná            | 1936 (Coritiba)                 |
| Taça da Paz                                              | Rio de Janeiro    | 1937 (Botafogo)                 |
| Taça Royal                                               | São Paulo         | 1940 (São Paulo)                |
| Troféu Prefeitura Municipal de Salvador                  | Bahia             | 1947 (Guarani)                  |
| Troféu Cezar Aboud                                       | Maranhão          | 1948 (Seleção Maranhense)       |
| Taça Cidade de Ilhéus                                    | Bahia             | 1950 (Bahia)                    |
| Troféu Carlos Renaux x Flamengo                          | Santa Catarina    | 1952 (Carlos Renaux)            |
| Taça dos Campeões Estaduais Rio–São Paulo                | Rio de Janeiro    | 1955 (Santos)                   |
| Troféu Embaixador Oswaldo Aranha                         | Rio Grande do Sul | 1956 (Internacional)            |
| Troféu Magalhães Pinto de 1961                           | Minas Gerais      | 1961 (Renascença)               |
| Troféu Magalhães Pinto de 1970                           | São Paulo         | 1970 (Santos)                   |
| Troféu Pedro Pedrossian                                  | São Paulo         | 1971 (Corinthians)              |
| Taça Presidente Médici                                   | Rio Grande do Sul | 1971 (Grêmio)                   |
| Taça Dr. Manoel dos Reis e Silva                         | Goiás             | 1973 (Goiás) e 1974 (Vila Nova) |
| Taça Deputado José Garcia Neto                           | Mato Grosso       | 1974 (Operário FC)              |
| Taça Jubileu de Prata da Rede Tupi de Televisão          | Distrito Federal  | 1975 (CEUB)                     |
| Troféu Governador Roberto Santos                         | Bahia             | 1976 (Itabuna)                  |
| Taça Prefeitura Municipal de Manaus                      | Amazonas          | 1976 (Seleção Amazonense)       |
| Taça Duque de Caxias                                     | Rio de Janeiro    | 1976 (Ceará)                    |
| Troféu 40 Anos da Rádio Nacional                         | Rio de Janeiro    | 1976 (Sport)                    |
| Taça Geraldo Cleofas Dias Alves                          | Rio de Janeiro    | 1976 (Seleção Brasileira)       |
| Troféu Antônio Valmir Campelo Bezerra                    | Distrito Federal  | 1977 (Gama)                     |
| Troféu João Batista de Oliveira Figueiredo               | São Paulo         | 1979 (Corinthians)              |
| Taça Governador Ary Ribeiro Valadão                      | Goiás             | 1979 (Vila Nova) e 1982 (Goiás) |
| Troféu Anos de Ouro do Futebol Brasileiro                | São Paulo         | 1980 (São Paulo)                |
| Troféu João Saldanha                                     | Rio de Janeiro    | 1980 (Internacional)            |
| Taça Governador Jader Ribeiro                            | Bahia             | 1988 (Seleção de Ilhéus)        |
| Taça Associação dos Cronistas Esportivos de Sergipe      | Sergipe           | 1990 (Confiança)                |
| Troféu Eco-92                                            | Rio de Janeiro    | 1992 (São Paulo)                |
| Taça dos Campeões Brasileiros (Taça Brahma dos Campeões) | Paraná            | 1992 (Paraná)                   |
| Troféu Raul Plassmann                                    | Rio de Janeiro    | 1993 (Cruzeiro)                 |
| Taça 15 Anos do SBT                                      | Amazonas          | 1996 (São Paulo)                |
| Taça 147 Anos de Juiz de Fora                            | Minas Gerais      | 1997 (Botafogo)                 |
| Taça Capitão José Hernani de Castro Moura                | São Paulo         | 2002 (São Caetano)              |
| Troféu da Paz                                            | Minas Gerais      | 2005 (Tupi)                     |
| Troféu 125 anos de Uberlândia                            | Minas Gerais      | 2013 (São Paulo)                |
| Total                                                    | Total             | 55                              |

Taças estaduais
| Taças estaduais               | Taças estaduais     |
| Competição                    | Edições             |
| ----------------------------- | ------------------- |
| Taça Madame Gaby Coelho Netto | 1916                |
| Torneio América Fabril        | 1919*, 1922 e 1923* |

#### Aspirantes/Reservas
Até a década de 1960, não existiam substituições no futebol. Assim, a fim de manter os jogadores reservas em atividade, haviam campeonatos que eram disputados justamente por esses jogadores, e as partidas eram realizadas geralmente nas preliminares das partidas principais.
| Estaduais      | Estaduais                                 | Estaduais | Estaduais                                                                     |
|                | Competição                                | Títulos   | Temporadas                                                                    |
| -------------- | ----------------------------------------- | --------- | ----------------------------------------------------------------------------- |
| Rio de Janeiro | Campeonato Carioca de Aspirantes/Reservas | 13        | 1912, 1913, 1914, 1916, 1917, 1918, 1925, 1927, 1931, 1935, 1955, 1956 e 1970 |
| Rio de Janeiro | Taça Fernando Loretti                     | 3         | 1945, 1946 e 1948                                                             |
| Rio de Janeiro | Taça Lamartine Babo                       | 1         | 1965                                                                          |
| Rio de Janeiro | Torneio Ibsen de Rossi                    | 1         | 1966                                                                          |
| Rio de Janeiro | Copa Record                               | 1         | 2005                                                                          |
| Total          | Total                                     | 19        |                                                                               |

#### Amadores
Com o estabelecimento do futebol profissional pela Liga Carioca de Futebol em 1933, a disputa da antiga categoria de Aspirantes/Reservas foi substituída pela do Campeonato de Quadros Amadores, destinada então aos atletas que não desejaram aderir ao profissionalismo.
| Estaduais      | Estaduais                                 | Estaduais | Estaduais  |
|                | Competição                                | Títulos   | Temporadas |
| -------------- | ----------------------------------------- | --------- | ---------- |
| Rio de Janeiro | Campeonato Carioca de Futebol de Amadores | 1         | 1935       |

#### Categorias de base
Títulos  do Flamengo em categorias de base.

##### Juniores (Sub-18/20)
| Internacionais | Internacionais                        | Internacionais | Internacionais |
|                | Competição                            | Títulos        | Temporadas |
| -------------- | ------------------------------------- | -------------- | --- |
|                | Copa Libertadores da América Sub-20   | 2              | 2024 e 2025 |
| Itália         | Troféu Angelo Dossena                 | 1              | 2018 |
| Inglaterra     | M.U Summer Tournament                 | 1              | 2019 |
| Nacionais      |                                       |                | |
|                | Competição                            | Títulos        | Temporadas |
| Brasil         | Copa São Paulo de Juniores            | 4              | 1990, 2011, 2016 e 2018 |
| Brasil         | Campeonato Brasileiro Sub-20          | 2              | 2019 e 2023 |
| Brasil         | Supercopa do Brasil Sub-20            | 1              | 2019 |
| Brasil         | Taça Belo Horizonte de Futebol Júnior | 3              | 1986, 2003 e 2007 |
| Estaduais      |                                       |                | |
|                | Competição                            | Títulos        | Temporadas |
| Rio de Janeiro | Campeonato Carioca Sub-20             | 31             | 1921, 1936, 1942, 1943, 1945, 1946, 1956, 1957, 1958, 1960, 1965, 1967, 1972, 1973, 1979, 1980, 1983, 1985, 1986, 1989, 1990, 1993, 1994, 1996, 1999, 2005, 2006, 2007, 2015, 2018 e 2019 |
| Rio de Janeiro | Torneio Octávio Pinto Guimarães       | 11             | 1984, 1985, 1993, 2006, 2007, 2011, 2012, 2014, 2016, 2018, 2019 |
| Rio de Janeiro | Copa Cultura de Juniores              |                | 2005 |

##### Juvenil (Sub-16/17)
| Títulos Honorários/Honoríficos | Títulos Honorários/Honoríficos | Títulos Honorários/Honoríficos | Títulos Honorários/Honoríficos |
|                                | Conquista(s)                   | Títulos                        | Temporadas                     |
| ------------------------------ | ------------------------------ | ------------------------------ | ------------------------------ |
|                                | Tríplice Coroa Nacional        | 1                              | 2021                           |

| Internacionais          | Internacionais                 | Internacionais | Internacionais                                                                                                   |
|                         | Competição                     | Títulos        | Temporadas |
| ----------------------- | ------------------------------ | -------------- | --- |
| =Emirados Árabes Unidos | Torneio Internacional de Dubai | 2              | 2018, 2019 |
| Estados Unidos          | Generation Adidas Cup          | 1              | 2018 |
| China                   | Evergrande Cup                 | 1              | 2018 |
| Nacionais               |                                |                | |
|                         | Competição                     | Títulos        | Temporadas |
| Brasil                  | Campeonato Brasileiro Sub-17   | 2              | 2019, 2021 |
| Brasil                  | Copa do Brasil Sub-17          | 2              | 2018, 2021 |
| Brasil                  | Supercopa do Brasil Sub-17     | 1              | 2021 |
| Estaduais               |                                |                | |
|                         | Competição                     | Títulos        | Temporadas |
| Rio de Janeiro          | Campeonato Carioca Sub-17      | 19             | 1980, 1981, 1984, 1986, 1987, 1988, 1991, 1992, 1993, 1994, 1995, 1997, 2004, 2006, 2007, 2010, 2012, 2016, 2017 |
| Rio de Janeiro          | Copa Rio Sub-17                | 6              | 1986, 1991, 1996, 1998, 2000 e 2004                                                                              |
| Rio de Janeiro          | Copa Macaé                     | 2              | 1999 e 2006 |
| Rio de Janeiro          | Torneio Guilherme Embry        | 3              | 2015, 2017 e 2018                                                                                                |

##### Infanto-juvenil (Sub-14/15)
| Internacionais | Internacionais               | Internacionais | Internacionais                                                   |
|                | Competição                   | Títulos        | Temporadas                                                       |
| -------------- | ---------------------------- | -------------- | ---------------------------------------------------------------- |
| Japão          | Copa da Amizade Brasil-Japão | 4              | 1999, 2005, 2011 e 2014                                          |
| Brasil         | Nike Premier Cup             | 1              | 2018                                                             |
| Nacionais      |                              |                |                                                                  |
|                | Competição                   | Títulos        | Temporadas                                                       |
| Brasil         | Copa Votorantim              | 2              | 2015 e 2017                                                      |
| Brasil         | Copa Voltaço Sub-14          | 1              | 2023                                                             |
| Estaduais      |                              |                |                                                                  |
|                | Competição                   | Títulos        | Temporadas                                                       |
| Rio de Janeiro | Campeonato Carioca Sub-15    | 11             | 1969, 1980, 1984, 1986, 1988, 1992, 1996, 2001, 2007, 2016, 2018 |

#### Futebol de Masters
Os torneios de futebol de masters são disputados por atletas que já se aposentaram dos gramados. A equipe de masters ddo Flamengo foi formada em 2000.
- Torneio Lendas do Futebol: 2018
- Torneio de Lendas da Florida Cup: 2019

## Futebol feminino

### Títulos oficiais
Campeão invicto
| Nacionais      | Nacionais             | Nacionais | Nacionais                                       |
|                | Competição            | Títulos   | Temporadas                                      |
| -------------- | --------------------- | --------- | ----------------------------------------------- |
|                | Campeonato Brasileiro | 1         | 2016                                            |
| Estaduais      |                       |           |                                                 |
|                | Competição            | Títulos   | Temporadas                                      |
|                | Campeonato Carioca    | 7         | 2015, 2016, 2017, 2018, 2019, 2021, 2023 e 2024 |
| Rio de Janeiro | Taça Guanabara        | 4         | 2020, 2021, 2022 e 2023                         |
| Rio de Janeiro | Copa Rio              | 1         | 2023                                            |

### Torneios amistosos
- Torneio da Cidadania: 1995[78]
- Torneio Rio das Ostras: 1999
- Brasil Ladies Cup: 2022[79]